# Piksodar
Piksodar (grško starogrško Πιξώδαρoς: Piksódaros) je bil od leta 340 do 334 pr. n. št. satrap (guverner) Karije v jugozahodni Mali Aziji  in zadnji vladar iz dinastije Hekatomnidov v službi perzijskega Ahemenidskega cesarstva, * ni znano, † 334 pr. n. št..

## Ozadje
Piksodar je bil najmlajši sin Hekatomna, ki je leta 391 pr. n. št. postal satrap perzijske satrapije Karije. Nasledil ga je najstarejši sin Mavzol, njega njegova sestra in žena Artemizija II. in njo brat Idriej. Slednji je pred smrtjo  leta 344 pr. n. št. za naslednico imenoval svojo ženo in sestro Ado. Perzijski cesar Artakserks  III. jo je uradno priznal za satrapinjo, najmlajši brat Piksodar pa se zaradi lastne želje po oblasti s tem ni strinjal. Po štirih letih sporov je Piksodar sestro izgnal, verjetno v Alindo,  in postal karijski satrap. Domneva se, da so v prevratu sodelovali tudi zunanji dejavniki, najverjetneje Mentor z Rodosa,  grški plačanec in poveljnik perzijske vojske v Mali Aziji. 

## Politično življenje
Piksodar ni bil politični začetnik. Atenski pesnik Epigen omenja, da je Hekatomen poslal svojega mladega sina kot veleposlanika v Atene, kar se je zagotovo zgodilo pred Hekatomnovo smrtjo leta 377 pr. n. št.. V naslednjih 37 letih Piksodarja ne omenja noben zapis. Sestra Ada je po izgonu in Piksodarjevem prihodu na oblast ohranila podporo večine prebivalstva  v obrobnih pokrajinah Karije, sama pa je živela v trdnjavi Alindi.  Zapleteno politično stanje v satrapiji se je izkazalo a problematično med invazijo makedonskega generala Parmeniona, saj  Piksodar kljub pozivom ni mogel poslati svoje vojske na pomoč vojski  drugih perzijskih satrapij.
Piksodar je poskušal navezati prijateljske stike z Makedonijo in leta 337 pr. n. št. ponudil roko svoje hčerke makedonskemu princu Arideju. Filip II. je njegov predlog podprl, Filipov sin in naslednik Aleksander pa je v poslal v Halikarnas svojo zasebno delegacijo in zase zaprosil roko karijske princese. Njegova poteza je Filipa razbesnila. Sledila je kazen in makedonsko-karijsko sodelovanje se je končalo.
Jeseni 336 pr. n. št.  je Aleksander nasledil svojega očeta na mestu makedonskega kralja in s Parmenionom krenil na vojni pohod proti Perzijskemu cesarstvu v Mali Aziji. Makedonci so v bitki pri Graniku porazili maloazijsko perzijsko vojsko, nadaljevali pohod proti jugu in zavzeli Sard in Milet. Približno takrat je Piksodar umrl.

## Zapuščina
Po Piksodarjevi smrti leta 334 pr. n. št. je na mesto karijskega satrapa prišel njegov zet Orontobat, ki se je očitno poročil s karijsko princeso, namenjeno Arideju oziroma Aleksandru.  Poroka je bila verjetno pred Piksodarjevo smrtjo. Če bi se zgodila po njegovi smrti, bi moral cesar Darej III. oblast v Kariji prepustiti Adi, to pa se očitno ni zgodilo. Aleksander Veliki je po prihodu v Karijo začel oblegati Halikarnas in Ado ponovno imenoval za satrapinjo, ona pa ga je v zameno posinovila, s čimer je po svoji smrti nanj prenesla oblast v Kariji. Orontobatova usoda ni znana.

## Vir
- Smith, William (urednik). Dictionary of Greek and Roman Biography and Mythology, "Pixodarus (2)". Boston, 1867.

| Piksodar Hekatomnidi Rojen: ni znano Umrl: 334 pr. n. št. |                                   |                       |
| Vladarski nazivi                                          |                                   |                       |
| Predhodnik: Ada                                           | Karijski satrap 340-334 pr. n. št | Naslednik: Orontonbat |